# Richard van der Riet Woolley
Sir Richard van der Riet Woolley [ríčard ván dér riét vúli], FRS, angleški astronom, * 24. april 1906, Weymouth, grofija Dorset, Anglija, † 24. december 1986, Somerset West, Južna Afrika.
Dekliški priimek njegove matere je bil Van der Riet.

## Življenje in delo
Woolley se je preselil v Južnoafriško republiko, ker sta se starša tam upokojila. Diplomiral je na Univerzi v Cape Townu. Vrnil se je v Združeno kraljestvo in študiral na Univerzi v Cambridgeu, kjer je sodeloval z Eddingtonom. Dve leti je delal na Observatoriju Mt. Wilson, leta 1931 pa se je spet vrnil v domovino. Med letoma 1933 in 1933 je bil glavni pomočnik v Kraljevem observatoriju Greenwich.
Osredotočil se je na astronomijo Sonca. Leta 1939 je postal predstojnik Sončevega observatorija Skupnosti narodov (CSO) v Canberri, Avstralija. Ker je leta 1956 postal enajsti kraljevi astronom, se je spet vrnil v Združeno kraljestvo. Službo kraljevega astronoma je opravljal do leta 1971, ko ga je nasledil Martin Ryle. Wooley je preselil Kraljevi observatorij Greenwich z Greenwicha v Herstmonceux v Vzhodni Sussex.
Član Kraljeve družbe je postal leta 1953. Med letoma 1963 in 1965 je bil predsednik Kraljeve astronomske družbe. Leta 1971 mu je Kraljeva astronomska družba podelila zlato medaljo. V viteški red so ga povzdignili leta 1963.
Med letoma 1972 in 1976 je bil predstojnik Južnoafriškega astronomskega observatorija v Sutherlandu na višini 1458 m, kjer so zelo dobri pogoji za opazovanja.
Po upokojitvi je preživel večino časa v Južnoafriški republiki.